# Valentina Scandolara
Valentina Scandolara, née le 1er mai 1990 à Soave, est une coureuse cycliste italienne. Elle a été championne d'Europe sur route juniors en 2007 et 2008, et championne d'Europe de la course aux points espoirs en 2011.

## Biographie

### 2015
Début mars, au  Drentse 8 van Dwingeloo, Valentina Scandolara prend la bonne échappée de huit coureuses qui part à l'arrivée sur le petit circuit. Elle termine deuxième du sprint derrière Giorgia Bronzini. Au Trofeo Alfredo Binda-Comune di Cittiglio, elle se classe douzième. Au Tour d'Italie, elle est septième du prologue et porte ainsi le maillot bleu de la meilleure Italienne. Elle est neuvième le lendemain. Sur la troisième étape, elle fait partie du groupe d'échappée qui se dispute la victoire et se classe deuxième. Au terme du Tour de Norvège, Valentina Scandolara est quatrième du classement général. En septembre, elle s'impose sur la quatrième étape du Tour de l'Ardèche. 
Sur l'épreuve en ligne des championnats du monde, elle prend l'échappée de neuf coureuses qui part à quarante kilomètres de l'arrivée. La Polonaise Malgorzata Jasinska  s'extrait du groupe dans le dernier tour. Une fois reprise, l'Australienne Lauren Kitchen contre et est accompagnée de par Valentina Scandolara. Elles sont reprises au pied de la première ascension du circuit.

### 2017-2018
À Dwars door de Westhoek, un groupe de dix-huit leaders se forme. Sur le circuit local, Lauren Kitchen tente la première de partir seule. Elle est reprise. Valentina Scandolara contre et n'est plus revue. Elle gagne avec une dizaine de secondes d'avance sur ses poursuivantes. Après la Course du Tour de France, elle ne prend le départ d'aucune autre course pour la saison 2017 en raison de problèmes de santé qui se sont aggravés en l'espace de deux ans. Elle explique sur les réseaux sociaux que son corps n'est plus « le même » et qu'elle a consulté plus de médecins cette année que dans le reste de sa vie. Elle se sépare de son équipe WM3, pour s'entraîner seule. 
En août 2018, elle rejoint l'équipe Tibco-Silicon Valley Bank, mais quitte l'équipe à l'issue de la saison. 

## Palmarès sur route

### Par années
- 2007
  -  Championne d'Europe sur route juniors
  -  Médaillée de bronze du championnat du monde sur route juniors
- 2008
  -  Championne d'Europe sur route juniors
  -  Championne d'Italie sur route juniors
- 2011
  - 2e du Grand Prix de Cornaredo
- 2013
  - 6e étape du Tour de Thuringe
- 2014
  - Tour du Trentin-Haut-Adige-Tyrol-du-Sud
  -  Médaillée d'argent au championnat du monde du contre-la-montre par équipes
  - 2e du Santos Women's Tour
  - 2e du championnat d'Italie sur route
- 2015
  - Santos Women's Tour :
    - Classement général
    - 1re étape

  - 4e étape du Tour de l'Ardèche
  - 2e de la Cadel Evans Great Ocean Road Race
  - 2e du Drentse 8 van Dwingeloo
  - 2e du Grand Prix Cham-Hagendorn
  - 2e du Tour de Toscane
- 2016
  - 2e de la Winston-Salem Cycling Classic
- 2017
  - Dwars door de Westhoek

### Classements mondiaux
| Année                                 | 2010 | 2011 | 2012 | 2013 | 2014 | 2015 | 2016 | 2017 | 2018 | 2019 | 2020 | 2021 |
| ------------------------------------- | ---- | ---- | ---- | ---- | ---- | ---- | ---- | ---- | ---- | ---- | ---- | ---- |
| Classement UCI                        | 209e | 58e  | 106e | 44e  | 53e  | 42e  | 176e | 109e | 690e | nc   | nc   | 867e |
| UCI World Tour                        |      |      |      |      |      |      | 124e | 192e | 233e | nc   | nc   | nc   |
|                                       |      |      |      |      |      |      |      |      |      |      |      |      |
| Légende : nc = non classéSource : UCI |      |      |      |      |      |      |      |      |      |      |      |      |

## Palmarès sur piste

### Championnats du monde
- Le Cap 2008
  -  Médaillée d'argent de la course aux points juniors

### Championnats d'Europe
- Pruszkow 2008
  -  Médaillée d'argent du scratch juniors
  -  Médaillée de bronze de poursuite par équipes juniors
- Anadia 2011
  -  Championne d'Europe de la course aux points espoirs

### Championnats d'Italie
- 2009
  - 2e de la vitesse
  - 2e de l'omnium
  - 3e du 500 mètres
  - 3e de la course aux points
- 2010
  - 3e de la vitesse
- 2011
  - 3e de la vitesse par équipes
- 2022
  - 2e de l'américaine
  - 3e de la poursuite par équipes
- 2023
  -  Championne d'Italie de vitesse par équipes
  - 2e de la poursuite par équipes
  - 2e de l'américaine

## Palmarès en cyclo-cross
- 2012
  - 3e du championnat d'Italie de cyclo-cross
- 2013
  - 3e du championnat d'Italie de cyclo-cross